# Alaptus reticulatipennis
Alaptus reticulatipennis är en stekelart som beskrevs av Girault 1935. Alaptus reticulatipennis ingår i släktet Alaptus och familjen dvärgsteklar. Inga underarter finns listade i Catalogue of Life.